# 카를 게프하르트
카를 프란츠 게프하르트(독일어: Karl Franz Gebhardt, 1897년 11월 23일 ~ 1948년 6월 2일)는 독일의 의사이자 하인리히 힘러 (Heinrich Himmler)의 개인 주치의로, 친위대 중장 (SS-Gruppenführer) 및 라벤스브뤼크 (Ravensbrück) 와 아우슈비츠 (Auschwitz) 강제 수용소에서 수감자들에게 인체 실험을 실행한 가해자이다. 전후에는 전범으로 교수형에 처해졌다.

## 생애
게브하르트는 1897년, 바이에른 왕국의 하그 인 오버바이에른 (Haag in Oberbayern)에서 의사의 아들로 태어났다. 란츠후트 (Landshut)의 김나지움에 다녔으며, 그 김나지움은 힘러의 아버지가 교장을 맡고 있던 곳으로, 하인리히 힘러도 그와 같은 학교에 다녔다. 그와 힘러는 이 시절부터 서로 알게 되었으며, 그는 1916년에 아비투어에 합격해 김나지움을 졸업하였다.
제1차 세계 대전 중인 1916년, 바이에른 왕국 육군의 제4 보병 연대에 입대하였고, 1918년부터 1919년까지 영국군의 포로가 되었다. 전후인 1919년부터 1920년까지 프란츠 폰 에프가 지휘하는 자유군단에 들어가 루르 지방의 공산주의자와 투쟁하였다.
1919년부터 뮌헨 대학교의 의학부에서 의학을 배웠고, 1922년 의사 시험에 합격해 다음 해에 의사 면허를 취득하였다. 1922년 가을부터 1935년까지 란츠후트의 병원에서 보조 의사로 일하였고, 또 이전에는 뮌헨대학교의 교수 페르디난트 자우어브루흐 (Ferdinand Sauerbruch)의 해부병리학 연구소에서 조수를 맡기도 하였다.
그 후에는 에리히 렉서 (Erich Lexer)의 스포츠 의학 연구에도 종사했으며, 1924년 3월, 뮌헨 대학교로부터 의학 박사호 (Dr.med)를 수여받았다. 1925년, 호헨아샤우 (Hohenaschau) 에 의사 훈련 시설을 세웠고, 독일체육의학협회 (Deutschen Ärzteverbandes für Leibesübungen)의 스포츠 의사도 지냈다.

## 제3제국
게브하르트는 나치가 장악한 후인 1933년 5월, 민족사회주의 독일 노동자당 (나치당) 에 입당하였고, 이와 동시에 소꿉친구인 하인리히 힘러가 이끌고 있던 친위대 (SS) 에 입대하였다.
1933년 ~ 1934년 호헨아샤우 (Hohenaschau)의 제국의사시설 (Reichsärztelager) 장을 맡았고, 1935년에는 베를린 샤를로텐부르크 (Charlottenburg)의 체육 의학 연구소 (Medizinische institut für Leibesübungen)의 장이 되었으며, 1936년 베를린 올림픽 때에는 그 곳의 의사장 (醫師長, Leitender Arzt) 을 맡았다.
1937년 베를린 대학교 교수가 되었고, 덧붙여 레벤스보른의 구성원이 되었다. 1936년 SS국가지도자 하인리히 힘러를 맡을 의사 중 하나로 선택되었고, 1938년 힘러의 주치의의 지위를 확립하였다.

## 재판과 처형
1945년 5월, 하인리히 힘러와 야전 헌병으로 행세해 도망치려 했으나, 힘러와 함께 영국군의 포로가 되었다. 전후에 열린 뉘른베르크 부속 재판의 의사 재판에서 피고인 중 하나가 되었고, 1947년 8월, 전쟁 범죄와 인도에 대한 죄로 교수형 판결을 받았다. 1948년 6월, 란츠베르크 교도소에서 교수형에 처해졌다.